# Брустер (Охајо)
Брустер (енгл. Brewster) град је у америчкој савезној држави Охајо.

## Демографија
По попису из 2010. године број становника је 2.112, што је 212 (-9,1%) становника мање него 2000. године.
| Група             | 2000.         | 2010.         |
| Белци             | 2.291 (98,6%) | 2.070 (98,0%) |
| Афроамериканци    | 1 (0,0%)      | 2 (0,1%)      |
| Азијати           | 4 (0,2%)      | 7 (0,3%)      |
| Хиспаноамериканци | 12 (0,5%)     | 20 (0,9%)     |
| Укупно            | 2.324         | 2.112         |